# Union progressiste en Mélanésie
Pour les articles homonymes, voir Union progressiste.
L'Union progressiste en Mélanésie (UPM) est un parti politique de Nouvelle-Calédonie fondé en 1974 militant pour l'indépendance de ce territoire en étant une composante du Front de Libération nationale kanak et socialiste (FLNKS) et de l'Union nationale pour l'indépendance.

## Histoire
L'UPM est fondée sous le nom initial d'Union progressiste multiraciale en 1974 par des dissidents (dont Edmond Nékiriaï, André Gopoea et François Néoeré) de l'Union multiraciale, parti lui-même fondé par des membres Kanaks de l'Union calédonienne opposés à Maurice Lenormand. C'est en 1977 que l'UPM prend son nom actuel. Situé initialement très à gauche et proche des mouvements trotskistes métropolitains, et notamment de la LCR, il s'inscrit rapidement dans la revendication de l'indépendance et cible particulièrement son action dans le domaine de la revendication foncière en faveur des Mélanésiens. Ses idées sont solidement ancrées à gauche. Elle se positionne plus à gauche que son partenaire Union Calédonienne.
Membre fondateur du Front indépendantiste (FI) à partir de 1979 puis du FLNKS à partir de 1984, il est au cœur des mouvements d'occupations de terres durant les Évènements des années 1980. Elle s'est également investie sur le terrain lors de la « mobilisation mine » (ou « préalable minier ») pour récupérer le massif de Koniambo, affecté à la future usine du Nord, dans les années 1990.
Néanmoins, comme d'autres composantes également considérées initialement comme radicales, à l'instar du Palika, l'UPM a, depuis la signature des Accords de Matignon puis de Nouméa, profondément modéré son propos. De plus, son poids politique est particulièrement réduit aujourd'hui et il est généralement considéré comme un allié traditionnel du Palika au sein de l'Union nationale pour l'indépendance (UNI). Son dirigeant, Victor Tutugoro est également, de 2001 à 2010, le porte-parole du bureau politique du FLNKS et donc le seul visage officiel du front depuis que celui-ci n'a plus de président unitaire. Il milite à ce poste pour que les deux principales composantes du FLNKS, le Palika et l'UC, trouvent un terrain d'entente et cessent leurs querelles intestines.

## La direction et les personnalités

### Agression sexuelle alléguée
Le premier secrétaire général adjoint de l'UPM Jean Creugnet qui s'est vu retirer sa fonction à titre « conservatoire », a fait l'objet d'une plainte pour agression sexuelle le 13 septembre 2023.
Les faits se seraient déroulés sur un vol d'Aircalin, où Jean Creugnet aurait eu des gestes déplacés envers une hôtesse de la compagnie. L'hôtesse ainsi que la compagnie ont porté plainte. Le procureur de la République a confirmé qu'une enquête a été diligentée envers le secrétaire général de l'Union progressiste en Mélanésie, élu au sein du groupe Uni au congrès de la Nouvelle-Calédonie. il se rendait alors à Paris, pour des discutions sur l'avenir institutionnel de la Nouvelle-Calédonie.
Le 20 septembre 2023, Jean Creugnet a pris la décision de démissionner de son mandat de troisième vice-président du congrès de la Nouvelle-Calédonie, à la suite de cette agression sexuelle.

### Direction
L'UPM a un président et un secrétaire général qui sont élus en Congrès en même temps que le reste du bureau exécutif national. Le président actuel de l'UPM est Victor Tutugoro, élu lors du 28e congrès réuni à la tribu de Port-Bouquet à Thio le 20 novembre 2011. Longtemps porte-parole du parti et la plus connue en tant que signataire de l'accord de Nouméa, porte-parole du bureau politique du FLNKS de 2001 à 2010 et unique élu du parti à l'Assemblée de la province Nord depuis 2004. Il est partisan de l'insertion de son parti dans l'Union nationale pour l'indépendance (UNI) et donc à l'alliance avec le Parti de libération kanak (Palika) de Paul Néaoutyine, contrairement à son prédécesseur Guy Pascal qui, pour sa part, était plutôt proche de l'Union calédonienne (UC) de Charles Pidjot.
Son secrétaire général est René Porou, ancien élu UPM de la région Nord au côté de Jean-Marie Tjibaou de 1985 à 1988. Il est toujours en activité dans la fonction publique de la Nouvelle-Calédonie et est originaire de Poum, où il est 1er adjoint au maire depuis 2014. René Porou a fait partie de la cellule technique de négociation chargée de préparer l'Accord de Nouméa de 1996 à 1998, date de la signature de l'Accord de Nouméa. Il faisait partie de la dernière mission du Comité de Suivi de l'Accord de Nouméa qui s'est déroulé à Paris en fin juin 2010.
Le bureau complet élu lors du congrès de Port-Bouquet de novembre 2011 est ainsi constitué :
- Président : Victor Tutugoro (Ponérihouen),
- Vice-président : Guy Meureureu-Goin (Poya, conseiller municipal d'opposition),
- Secrétaire général : René Porou (Poum, 1er adjoint au maire depuis 2014),
  - 1er secrétaire général adjoint : Jean Creugnet,
  - 2e secrétaire général adjoint : Charles Moindou (Thio)
- Trésorière : Monique Poithily (Voh, conseillère municipale, conseillère de la Province Nord et élue du Congrès depuis 2014)
- Représentante des élus provinciaux : Odette Moindou-Pascal (Thio, conseillère de la Province Sud de 2009 à 2014)

### Anciens présidents
1. 1974-1996 : Edmond Nékiriaï (Poya)
2. 1996-2001 : Victor Tutugoro (Ponérihouen)
3. 2001-2002 : André Gopoea (Ponérihouen)
4. 2002-2010 : Guy Meureureu-Goin (Poya)
5. 2010-2011 : Guy Pascal (Thio)
6. 2011- : Victor Tutugoro (Ponérihouen)

### Personnalités
Les deux figures historiques du parti sont Edmond Nékiriaï (jusqu'à sa dissidence pour rejoindre la Fédération des comités de coordination indépendantistes, ou FCCI, aux côtés de Léopold Jorédié, François Burck et Raphaël Mapou) et André Gopoea. Ce dernier est son unique père fondateur encore membre, et l'unique maire élu sous cette étiquette (à Ponérihouen, de 2001 à 2014). Il a également été membre du Conseil de gouvernement de Jean-Marie Tjibaou chargé de l'Enseignement, des Affaires culturelles, de la Jeunesse, des Sports, des Loisirs, de l'Environnement, de la Qualité de la vie et des Médias, ainsi que des Relations avec la FOL, l'Institut culturel mélanésien (ICM), la direction du Festival des  Arts du Pacifique et la société FR3 de 1982 à 1984 puis ministre de l'Intérieur et des Communications dans le Gouvernement provisoire de Kanaky (GPK) de Jean-Marie Tjibaou de 1984 à 1988.
L'UPM est également bien implantée aux îles Belep, commune qu'elle se dispute généralement avec la FCCI (autre parti indépendantiste mais plus modéré) : elle dispose de la mairie de 2001 à 2008 et depuis 2014, sous la conduite de Jean-Baptiste Moilou. Elle a également détenue la mairie de Poya de 1983 à 1995, avec Mickaël Meureureu-Gowé de 1983 à 1989 puis Edmond Nékiriaï de 1989 à 1995, le flambeau y ayant été repris depuis par Guy Meureureu-Goin dont la liste a obtenu 3 élus sur 23 aux municipales de 2008. Enfin, à Thio, l'UPM de Guy Pascal et Albert Moindou (maire de 2001 à 2005) puis Charles Moindou (tête de liste en 2008, n'a récolté que 7,74 % des suffrages pour un seul élu) et enfin Odette Pascal, se dispute l'électorat indépendantiste de la commune de Thio avec une alliance traditionnelle entre l'UC et le Palika (longtemps menée par Louis Mapéri, issu de ce dernier parti et maire de 1985 à 2001, puis depuis 2008 par Jean-Patrick Toura de l'UC).